# Навруз (Сырдарьинская область)
Навруз (узб. Navroʻz / Наврўз) — административный центр Мирзаабадского района Сырдарьинской области Узбекистана.

## История и География
Основан в 1980 году. Расстояние до ближайшей железнодорожной станции и города Гулистан — 12 км.

## Население
| 1989 |
| ---- |
| 2166 |